# شاهزاده توموهیتو میکاسا
 شاهزاده توموهیتو میکاسا (به ژاپنی: 寛仁親王 Tomohito Shinnō)؛ (متولد ۵ ژانویه ۱۹۴۶ – درگذشته ۶ ژوئن ۲۰۱۲) اولین پسر شاهزاده میکاسا بود.